# ناقصة
ناقصة أو دميمة (الاسم العلمي: Amorpha) هي جنس نباتي يتبع فصيلة البقولية من رتبة الفوليات.